# Приозерний (Волгоградська область)
Приозерний (рос. Приозерный) — селище у Палласовському районі Волгоградської області Російської Федерації.
Населення становить 199 осіб. Входить до складу муніципального утворення Ельтонське сільське поселення.

## Історія
Селище розташоване у межах українського історичного та культурного регіону Жовтий Клин.
Згідно із законом від 30 грудня 2004 року № 982-ОД органом місцевого самоврядування є Ельтонське сільське поселення.

## Населення
| 2010 |
| ---- |
| 199  |